# Maurice Béguin
Pour les articles homonymes, voir Béguin.
Maurice Béguin est un sculpteur français né à Montmorency en 1793 et mort à Paris le 25 février 1836.

## Biographie
Maurice Béguin est né à Montmorency (Seine-et-Oise), le 4 septembre 1793. Son père était loueur de voitures. Il entra à l'École des Beaux-Arts le 13 février 1809, fut élève de Lemot et de Bridan. Il remporta un troisième prix de sculpture au concours de Rome, en 1819, et exposa au Salon de 1822. Il habitait alors à Paris, rue des Grésillons, n° 1. On perd sa trace à partir de 1824, date à laquelle il travaille pour l'église Saint-Leu à Paris,. Il meurt à Paris en 1836, rue des Grésillons.

## Œuvres
- Énée blessé à la cuisse, guéri par Vénus. Bas-relief. Troisième prix de sculpture au concours de Rome de 1819.
- L'Innocence émue par l'Amour. Salon de 1822 (n° 1359).
- Le peintre Jean Jouvenet (1644-1717). Buste en marbre commandé pour le Louvre par le ministre de la Maison du roi, le 15 décembre 1820, moyennant 2.000 francs. Un bloc de marbre, destiné à son exécution, fut accordé à l'artiste en 1821. Ce buste, qui a figuré au Salon de 1822 (n° 1360), a été envoyé par l'État, en. 1885, au Musée d'Arras..
- La Vierge tenant l'Enfant Jésus. Statue en stuc (année 1824). H. 1 m 65.
- Maître-autel de la chapelle de la Vierge, dans l'église Saint-Leu, à Paris. Cette statue fut payée 2.000 francs par la Ville.